# Nkange
Nkange è un villaggio del Botswana situato nel distretto Centrale, sottodistretto di Tutume. Il villaggio, secondo il censimento del 2011, conta 3.550 abitanti.

## Località
Nel territorio del villaggio sono presenti le seguenti 10 località:
- Chedandera di 26 abitanti,
- Chentala,
- Hele Company di 28 abitanti,
- Mpangale,
- Mpungwana di 1 abitante,
- Ndzonga di 14 abitanti,
- Ngomana di 10 abitanti,
- Phonchi di 12 abitanti,
- Sokwane,
- Tsarutsaru di 10 abitanti